# Jean-Louis Trudel
Pour les articles homonymes, voir Trudel.
Jean-Louis Trudel, né le 10 juillet 1967 à Toronto, est un écrivain canadien de science-fiction.

## Biographie
Né le 10 juillet 1967, Jean-Louis Trudel est diplômé en physique, en astronomie, et en histoire et philosophie des sciences. Depuis 1994, il a signé 28 livres sous son nom, dont deux romans de science-fiction, deux recueils et vingt-quatre livres pour jeunes.  Il a également cosigné cinq livres et plusieurs récits avec Yves Meynard sous le nom de plume Laurent McAllister. La plupart de ses œuvres sont du courant hard science.
En collaboration avec Paula Johanson, il a réuni une anthologie de nouvelles, Tesseracts 7, pour l’éditeur canadien-anglais Tesseract Books en 1999. Ses nouvelles en français sont parues dans Imagine... et Solaris, et dans d’autres revues ou collectifs, au Canada comme en Europe. Ses nouvelles en anglais sont parues dans des anthologies au Canada et aux États-Unis, ainsi que dans des revues comme ON SPEC et Prairie Fire.  Il s’adonne aussi à la traduction et à la critique littéraire.  
Il a obtenu le Grand Prix de la science-fiction et du fantastique québécois en 2001, plus d'un Prix Boréal et plusieurs Prix Aurora. Il a de plus été vice-président puis président de SF Canada, l'association canadienne des écrivains de science-fiction.  Il a organisé plusieurs fois le congrès Boréal, un rassemblement annuel des créateurs et des amateurs francophones de science-fiction ou de fantastique au Canada qui remet les Prix Boréal.
Actuellement[Quand ?], Jean-Louis Trudel enseigne l’histoire à l’Université d’Ottawa et le patrimoine historique scientifique à l'Université Laval.

## Œuvres

### Romans et recueils
- Aller simple pour Saguenal (roman, Éditions Paulines, coll. Jeunesse-Pop no 91, 1994)
- Pour des soleils froids (roman, Éditions du Fleuve Noir, collection Anticipation, no 1942, 1994)
- Un trésor sur Serendib (roman, Médiaspaul, coll. Jeunesse-Pop, no 94, 1994)
- Le ressuscité de l'Atlantide (roman, Éditions Fleuve Noir, collection Anticipation, no 1955, 1994)
- Les Voleurs de mémoire (roman, Médiaspaul, coll. Jeunesse-Pop, no 97, 1995)
- Les Rescapés de Serendib (Les Mystères de Serendib --- 1), (roman, Médiaspaul, coll. Jeunesse-Pop, no 102, 1995)
- Le Prisonnier de Serendib (Les Mystères de Serendib --- 2), (roman, Médiaspaul, coll. Jeunesse-Pop, no 103, 1995)
- Les Princes de Serendib (Les Mystères de Serendib --- 3), (roman, Médiaspaul, coll. Jeunesse-Pop, no 110, 1996)
- Des Colons pour Serendib (Les Mystères de Serendib --- 4), (roman, Médiaspaul, coll. Jeunesse-Pop, no 111, 1996)
- Fièvres sur Serendib (Les Mystères de Serendib --- 5), (roman, Médiaspaul, coll. Jeunesse-Pop, no 116, 1996)
- Un printemps à Nigelle (roman, Médiaspaul, coll. Jeunesse-Pop, no 117, 1997)
- Un été à Nigelle (roman, Médiaspaul, coll. Jeunesse-Pop, no 120, 1997)
- Un hiver à Nigelle (roman, Médiaspaul, coll. Jeunesse-Pop, no 124, 1997)
- Les bannis de Bételgeuse (roman, Médiaspaul, coll. Jeunesse-Pop, no 125, 1998)
- 13,5 km sous Montréal (roman, Marie-France, collection La Mangeuse de Lune, 1998)
- Un automne à Nigelle (roman, Médiaspaul, coll. Jeunesse-Pop, no 128, 1998)
- Les Contrebandiers de Cañaveral (roman, Médiaspaul, coll. Jeunesse-Pop, no 132, 1999)
- Nigelle par tous les temps (roman, Médiaspaul, coll. Jeunesse-Pop, no 135, 2000)
- Demain, les étoiles (recueil, Éditions Pierre Tisseyre, coll. Chacal, no 9, 2000)
- Guerre pour un harmonica (roman, Médiaspaul, coll. Jeunesse-Pop, no 139, 2000)
- Le messager des orages (roman, Médiaspaul, Jeunesse-Pop, no 140, 2001) (en collaboration avec Yves Meynard, sous le nom de Laurent McAllister)
- Les transfigurés du Centaure (roman, Médiaspaul, coll. Jeunesse-Pop, no 143, 2001)
- Le revenant de Fomalhaut (roman, Médiaspaul, coll. Jeunesse-Pop, no 145, 2002)
- Jonctions impossibles (recueil, Vermillon, coll. Parole vivante, no 47, 2003)
- Sur le chemin des tornades (roman, Médiaspaul, Jeunesse-Pop, no 148, 2003) (en collaboration avec Yves Meynard, sous le nom de Laurent McAllister)
- Le perroquet d'Altaïr (roman, Médiaspaul, Jeunesse-Pop, no 149, 2003)
- La lune des jardins sans soleil (roman, Médiaspaul, Jeunesse-Pop, no 150, 2003)
- La princesse de Tianjin (roman, Médiaspaul, Jeunesse-Pop, no 153, 2004)
- Les insurgés de Tianjin (roman, Médiaspaul, Jeunesse-Pop, no 154, 2004)
- Le maître des bourrasques (roman, Médiaspaul, Jeunesse-Pop, no 161, 2006) (en collaboration avec Yves Meynard, sous le nom de Laurent McAllister)
- Suprématie (roman, Bragelonne, 2009) (en collaboration avec Yves Meynard, sous le nom de Laurent McAllister)
- Les Leçons de la cruauté (recueil, Alire, 2009) (en collaboration avec Yves Meynard, sous le nom de Laurent McAllister)
- Les Marées à venir (recueil, Vermillon, coll. Parole vivante, no 81, 2009)

### Nouvelles
(Liste à compléter)
1. * « Œuvre de paix » (Imagine... 24, 1984)
2. * « Le maire » (Pastiche de Isaac Asimov) (Imagine... 27, 1985)
3. * « Le ressuscité de l'Atlantide » (Le ressuscité de l'Atlantide - 1re partie) (Imagine... 29, 1985)
4. * « Le maître du passé » (Le ressuscité de l'Atlantide - 2e partie) (Imagine... 30, 1985)
5. * « Le policier » (Le ressuscité de l'Atlantide - 3e partie) (Imagine... 32, 1985)
6. * « Flash » (Samizdat 5-6, 1986)
7. * « Le maître des esprits » (Le ressuscité de l'Atlantide - 4e partie) (Imagine... 35, 1986)
8. * « Le fugitif » (Le ressuscité de l'Atlantide - 5e partie) (Imagine... 36, 1986)
9. * « Le ressuscité de l'hôpital » (Le ressuscité de l'Atlantide - 6) (Imagine... 37, 1986)
10. * « Demain l'espoir » (L'Apropos 2, 1987)
11. ** Reparution dans Demain, les étoiles (Pierre Tisseyre, Coll. Chacal no 9, 2000)
12. * « Lukas 19 » (imagine... 39, p. 115-125), 1987
13. * « Demain l'espoir » (L'Apropos 2, Vol. 5, p. 30-39), 1987
14. * « Les murs » (La Rotonde, mardi 1er mars, (p. 14), 1988
15. * « L'envers des étoiles » (imagine... 46, p. 69-84), 1989
16. * « Les protocoles du désir » (L'Année de la Science-Fiction et du Fantastique Québécois 1988 (Le Passeur, p. 207-220), 1989 (en collaboration avec Yves Meynard, sous le nom de Laurent McAllister)
17. * « Les proscrits de Géhenna » (Les Enfants d'Énéïdes (Phénix, p. 75-94), 1989
18. * « Proscripts of Gehenna » (Tesseracts 3 (Press Porcépic, p. 372-391), 1990 (traduction en anglais de la nouvelle « Les proscrits de Géhenna » par John Greene)
19. * « Les jeux de la paix et de la guerre » (imagine... 55, p. 31-68), 1991
20. * « Le pierrot diffracté » (Solaris 99, p. 5-20), 1992 (en collaboration avec Yves Meynard, sous le nom de Laurent McAllister)
21. * « Report 323:  A Quebecois Infiltration Attempt » (Solaris 101, p. 18-20), 1992
22. * « La douzième vie des copies » (Au Nord de Nulle-Part (Groupe Phi, p. 11-22), 1992
23. * « Les instincteurs de cruauté » (Solaris 102, p. 7-14), 1992 (premier prix du Concours Solaris)
24. * « The Falafel Is Better in Ottawa » (Ark of Ice (Pottersfield Press, p. 85-94), 1992
25. * « Remember, the Dead Say » (Tesseracts 4 (Beach Holme Publishers, p. 368-387), 1992
26. * « La douzième vie des copies » (Solaris 103, p. 15-19), 1992
27. * « Un papillon à Mashak » (Solaris 105, p. 5-15), 1993
28. * « Les ponts du temps » (Solaris 107, p. 36-46), 1993
29. * « Contamination » (Solaris 108, p. 14-22), 1994
30. * « Stella Nova » (ON SPEC 16,, p. 31-43), 1994
31. * « Le cas du feuilleton De Québec à la Lune, par Veritatus » (Solaris 109, p. 35-41), 1994 (en collaboration avec Yves Meynard, sous le nom de Laurent McAllister)
32. * « L'arbre qui plantait des hommes » (imagine... hors-série, spécial «Décollages», p. 26-31), 1994 (en collaboration avec Yves Meynard, sous le nom de Laurent McAllister)
33. * « Entre la nuit et l'illusion » (imagine... hors-série, spécial «Décollages», p. 80-85), 1994
34. * « Report 323:  A Quebecois Infiltration Attempt » (Prairie Fire 67, p. 20-26), 1994 (version anglaise de la nouvelle portant le même titre)
35. * « Remember, the Dead Say » (Northern Stars (New York:  Tor, p. 101-113), 1994
36. * « Le pierrot diffracté » (Escales sur Solaris (Vents d'Ouest, p. 115-155), 1995 (en collaboration avec Yves Meynard, sous le nom de Laurent McAllister)
37. * « Le peuple de Protée » (Solaris 115, p. 5-12), 1995
38. * « Les escrocs » (Solaris 117, p. 7-14), 1996
39. * « Un message du serveur finlandais » (Art Le Sabord 43, p. 22-24), 1996
40. * « Lamente-toi, Sagesse! » (Genèses, J'ai Lu, p. 253-284), 1996
41. * « Contamination » (Tesseracts Q, Tesseract Books, p. 26-46), 1996 (traduction en anglais de «Contamination» par Donald McGrath)
42. * « Des anges sont tombés » (Liaison 89, p. 18), 1996
43. * « The Paradigm Machine » (Tesseracts 5, Tesseract Books, p. 93-108), 1996
44. * « Le berger de comètes » (Les Débrouillards 163, pp. ii-xv), 1997
45. * « Fictions et fantascience » (Solaris 121, p. 4-9), 1997
46. * « Le deuxième carnet de Villard » (imagine... 77, p. 11-24), 1997
47. * « Le choix du lion, le festin des chacals » (Étoiles vives 1 (Orion Éditions, p. 123-155), 1997
48. * « Le Club des Branchés » (Les Débrouillards 166, pp. ii-xiv), 1997
49. * « Les codes de l'honneur » (Concerto pour six voix, Médiaspaul, p. 113-136), 1997
50. * « Les jardiniers » (éloizes 24, p. 58-61), 1997
51. * « Le cas du plastique électrique » (Les Débrouillards 168, pp. ii-xv), 1997
52. * « Where Angels Fall » (Tesseracts 6 (Tesseract Books, p. 179-180), 1997 (version anglaise de la nouvelle «Des anges sont tombés»)
53. * « The Case of the Serial De Québec à la Lune, by Veritatus » (Arrowdreams, Nuage Éditions, p. 173-191), 1998 (écrite et traduite en collaboration avec Yves Meynard, sous le nom de Laurent McAllister)
54. * « Scorpion dans le cercle du temps » (Escales sur l'horizon (Fleuve Noir, p. 387-469), 1998
55. * « Le deuxième carnet de Villard » (SF98:  Les meilleurs récits de l'année (Éditions du Bélial'/Orion Éditions et Communications, p. 65-78), 1998
56. * « Waiting Till the Stars Scream » (TransVersions 8/9, p. 110-117), 1998 (écrite en collaboration avec Phyllis Gotlieb)
57. * « Les sculpteurs de Mars » (Les Débrouillards 176, pp. ii-xv), 1998
58. * « Lukas 19 » (What If...?  Amazing Stories Selected by Monica Hughes (Tundra Books, p. 162-180), 1998 (version anglaise de la nouvelle « Lukas 19 »)
59. * « Fausse balle au Stade! » (Les Débrouillards 178, pp. ii-xv), 1998
60. * « Nova Stella » (Galaxies 13, p. 15-30), 1999 (traduite en collaboration avec George Barlow)
61. * « L'arche de tous les temps » (Escales 2000, Fleuve Noir, p. 253-292), 1999
62. * « Passions étouffées sous la pierre cendreuse » (Solaris 130, p. 19-29), 1999
63. * « Holes in the Night » (Tesseracts 8, Tesseract Books, p. 52), 1999
64. * « Rick et le métal incorruptible » (Les Débrouillards 188, pp. ii-xv), 1999
65. * « Le Club des Branchés » (La Planète des fous, Soulières, éd., p. 89-107), 1999
66. * « En sol brûlant » (Forces obscures 2, Naturellement, p. 115-155), 1999 (en collaboration avec Yves Meynard, sous le nom de Laurent McAllister)
67. * « Les empreintes fatidiques » (Les Débrouillards 190, pp. ii-xv), 2000
68. * « Tirés d'une même chair » (Transes lucides, Ashem Fictions, p. 97-126), 2000
69. * « Le cas du plastique électrique » (La mystérieuse armoire de Zénon Allard, Soulières, éd., p. 83-102), 2000
70. * « Le berger de comètes » (Le sphinx de l'autoroute, Soulières, éd., p. 89-107), 2000
71. * « Le berger de comètes » (Demain, les étoiles, Pierre Tisseyre, p. 11-28), 2000
72. * « Les sculpteurs de Mars » (Demain, les étoiles, Pierre Tisseyre, p. 29-43), 2000
73. * « Noël, à treize années-lumière de la Terre » (Demain, les étoiles, Pierre Tisseyre, p. 45-72), 2000
74. * « Différences culturelles » (Demain, les étoiles, Pierre Tisseyre, p. 73-109), 2000
75. * « Un été à Rome » (Demain, les étoiles, Pierre Tisseyre, p. 111-162), 2000
76. * « La première cicatrice » (Demain, les étoiles, Pierre Tisseyre, p. 163-210), 2000
77. * « Lukas 19 » (Demain, les étoiles, Pierre Tisseyre, p. 237-263), 2000
78. * « Les retrouvailles du sang » (Solaris 134, p. 29-45), 2000
79. * « Les derniers lecteurs » (Escales 2001, Fleuve Noir, p. 93-140), 2000
80. * « Les jardiniers du monde » (Solaris 135, p. 48-52), 2000
81. * « Des anges sont tombés » (Petite Anthologie de la science-fiction, Toulouse:  SEDRAP, p. 117-119), 2001
82. * « Une affaire répugnante » (Les Débrouillards 203, p. 23-25), 2001
83. * « Les successeurs » (Solaris 137, p. 81-100), 2001
84. * « Driftplast » (LC-39 3, p. 65-105), 2001 (écrite en collaboration avec Yves Meynard, sous le nom de Laurent McAllister)
85. * « Les piétineurs d'étoiles:  1) Les pilleurs de vie » (Les Débrouillards 207, p. 25-28), 2001
86. * « Les piétineurs d'étoiles:  2) Prisonniers des centaures » (Les Débrouillards 208, p. 25-27), 2001
87. * «L es piétineurs d'étoiles:  3) Le duel des colosses » (Les Débrouillards 209, p. 27-29), 2001
88. * «L es piétineurs d'étoiles:  4) Naufrage sur une naine blanche » (Les Débrouillards 210, p. 53-55), 2002
89. * « En sol brûlant » (Solaris 142, p. 31-60), 2002 (en collaboration avec Yves Meynard, sous le nom de Laurent McAllister)
90. * « Le dernier jour du silicium » (Galaxies 25, p. 63-84), 2002
91. * « Ce sang qui désaltère » (Virages 18, p. 16-24), 2002
92. * « La mort au programme » (Les Débrouillards 218, pp. ii-xiv), 2002
93. * « Les jardiniers du monde » (Utopiae 2002, L'Atalante, p. 157-162), 2002
94. * « Tether » (Orbiter, Trifolium Books, p. 59-75)
95. * « Kapuzine and the Wolf:  A Hortatory tale » (Witpunk, New York:  Four Walls Eight Windows, p. 317-335), 2003 (en collaboration avec Yves Meynard, sous le nom de Laurent McAllister)
96. * « Des anges sont tombés » (Jonctions impossibles, Vermillon, p. 9-11), 2003
97. * « Jonction » (Jonctions impossibles, Vermillon, p. 13-17), 2003
98. * « Les touristes » (Jonctions impossibles, Vermillon, p. 19-31), 2003
99. * « Enfants du soleil » (Jonctions impossibles, Vermillon, p. 33-35), 2003
100. * « La clé du songe » (Jonctions impossibles, Vermillon, p. 37-51), 2003
101. * « Report 323:  A Quebecois Infiltration Attempt » (Jonctions impossibles, Vermillon, p. 53-61), 2003
102. * « Les jardiniers du monde » (Jonctions impossibles, Vermillon, p. 63-68), 2003
103. * « Ce sang qui désaltère » (Jonctions impossibles, Vermillon, p. 69-79), 2003
104. * « L'amour est une noyade » (Jonctions impossibles, Vermillon, p. 81-107), 2003
105. * « L'homme possédé » (Jonctions impossibles, Vermillon, p. 109-127), 2003
106. * « Les Prairies, à l'oubli livrées » (Jonctions impossibles, Vermillon, p. 129-137), 2003
107. * « Nitchevo Prospekt » (Solaris 147, p. 27-40), 2003
108. * « Rick et le moustique géant » (Les Débrouillards 229, pp. ii-xiv), 2003
109. * « Les branches cassées du hasard » (Des nouvelles du hasard, Vermillon, p. 199-215), 2004
110. * « Le métal incorruptible » (La Pluie rouge et trois autres histoires, Soulières, éd., p. 77-93), 2004
111. * « La mort au programme » (La Pluie rouge et trois autres histoires, Soulières, éd., p. 95-111), 2004
112. * « Angeli Caduti » (Carmilla 6 (cinquième année, troisième série), p. 49-51), 2004 (traduction en italien de la nouvelle «Des anges sont tombés » par Valentina Paggi)
113. * « Le deuxième carnet de Villard » (Écriture franco-ontarienne 2003, Vermillon, p. 481-496), 2004
114. * « L'éclat brûlant de la Lune » (Solaris 151, p. 77-118), 2004
115. * « Ailes d'acier, griffes de lumière » (Galaxies 35, p. 77-87), 2004
116. * « Les outils de l'ombre » (Solaris 154, p. 53-76), 2005
117. * « Le cas du plastique électrique » (Têtes d'affiche, Éditions CEC, p. 144-151), 2006
118. * « Les noms de la proie » (Solaris 160, p. 15-34), 2006
119. * « Les attentions de la machine » (Virages 38, p. 44-48), 2007
120. * « La solitude des dieux » (Solaris 162, p. 77-97), 2007
121. * « Le dôme de Saint-Macaire » (Solaris 167, p. 89-114), 2008

(suite à venir)

## Prix littéraires
- 1983 : 1er prix du concours d'écriture sur place de la Fédération du loisir littéraire du Québec au Salon du Livre de l'Outaouais
- 1984 : 2e prix du concours d'écriture sur place de la Fédération du loisir littéraire du Québec au Salon du Livre de l'Outaouais
- 1992 : Prix Solaris pour la nouvelle Les Instincteurs de cruauté.
- 1994 : Prix Aurora de la meilleure réalisation fanique pour sa promotion de la SF canadienne.
- 1995 : Prix d'Ailleurs pour Éléments de la chaleur et de la froidure.
- 1996 : Prix Aurora de la meilleure réalisation fanique pour le congrès et le Prix Boréal.
- 1997 : Prix Aurora de la meilleure nouvelle francophone de science-fiction pour Lamente-toi, Sagesse!
- 1999 : Prix Boréal de la meilleure nouvelle pour Scorpion dans le cercle du temps.
- Prix Aurora du meilleur ouvrage en français (essai ou autre).
- 2001 : Prix Aurora du meilleur livre francophone pour Demain, les étoiles.
- Grand Prix de la science-fiction et du fantastique québécois pour le recueil Demain, les étoiles, les nouvelles Les derniers lecteurs, Les jardiniers du monde, Les retrouvailles du sang, Tirés d'une même chair ainsi que les romans Guerre pour un harmonica et Nigelle par tous les temps.
- 2002 : Prix Boréal du meilleur livre pour Le Messager des orages par Laurent McAllister (pseudonyme d'Yves Meynard & Jean-Louis Trudel).
- Prix Aurora du meilleur livre en français pour Les Transfigurés du Centaure.
- 2003 : Prix Aurora du meilleur livre en français pour Le Revenant de Fomalhaut.
- 2004 : Prix Boréal de la meilleure production critique (Ex-aequo avec Pierre-Luc Lafrance).
- 2007 :  Prix Aurora du meilleur ouvrage en français (essai ou autre) pour l'article «Aux origines des petits hommes verts».
- 2009 : Prix Boréal, pour la nouvelle Le dôme de saint Macaire